# Via Roma (Génova)
La Via Roma es una de las principales calles de la ciudad de Génova, Italia, en la que se sitúan importantes palacios del siglo XIX y el Palazzo Doria-Spinola, del siglo XVI.

## Historia
La calle, construida entre 1866 y 1877 junto a la paralela Galleria Mazzini, servía como conexión entre la Via Assarotti y la parte final de la Via Carlo Felice (tras la posguerra, Via 25 Aprile), abiertas algunas décadas antes, creando una conexión directa entre el barrio de Castelletto y el centro histórico.
En las obras de construcción de la calle, la galería y los edificios adyacentes, se allanó parte de la colina de Piccapietra y se modificó parte de la spianata dell'Acquasola. Empezando en la parte de atrás del Teatro Carlo Felice (cuya construcción finalizó en 1828) y subiendo, se demolieron la iglesia y el convento de San Sebastiano, el conservatorio de San Giuseppe y el oratorio de San Giacomo delle Fucine. En la Salita di Santa Caterina, que une la parte superior de la Via Roma con la Piazza delle Fontane Marose, se demolió un puente del acueducto medieval.

## Descripción
La calle, de sentido único, está dotada de dos carriles ascendentes, uno de los cuales está dedicado exclusivamente a los medios públicos. Contiene algunas tiendas históricas de ropa y fue sometida a algunas obras de renovación con ocasión de la cumbre del G8 en Génova.
En esta calle se sitúa el Palazzo Doria-Spinola, del siglo XVI, sede de la Provincia y la Prefectura, cuya ala derecha se demolió para permitir la construcción de la calle.

## Galería de imágenes

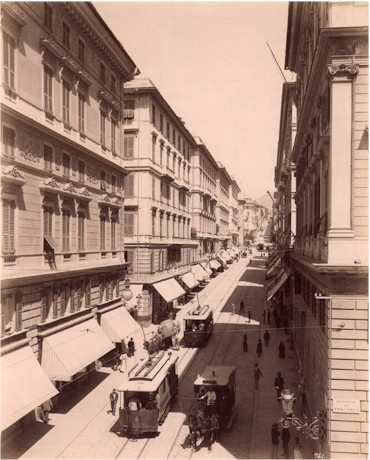
La Via Roma en la segunda mitad del siglo XIX, en una foto de Alfred Noack.
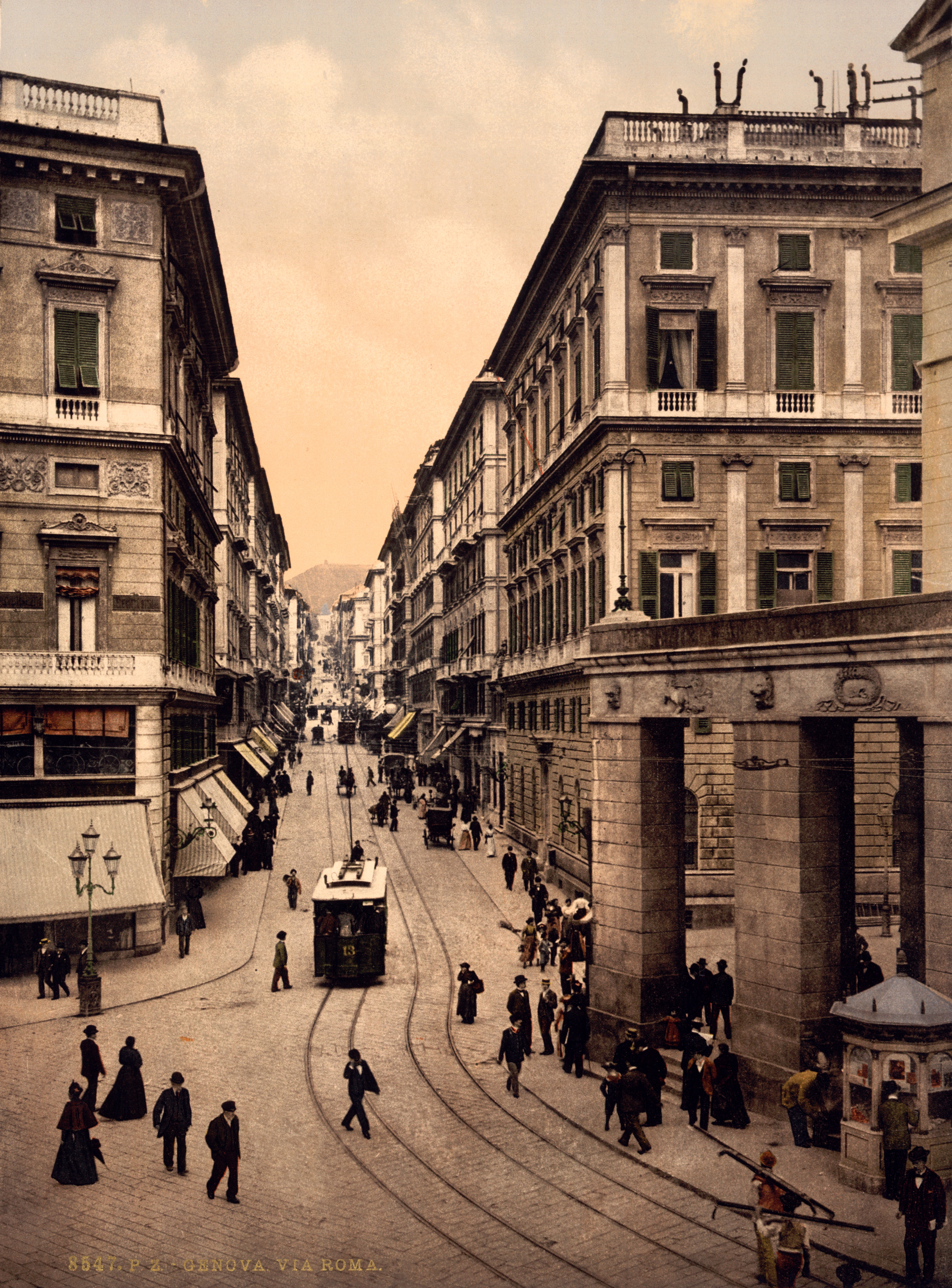
La entrada de la calle a finales del siglo XIX. La columnata que se aprecia a la derecha pertenece al Teatro Carlo Felice.
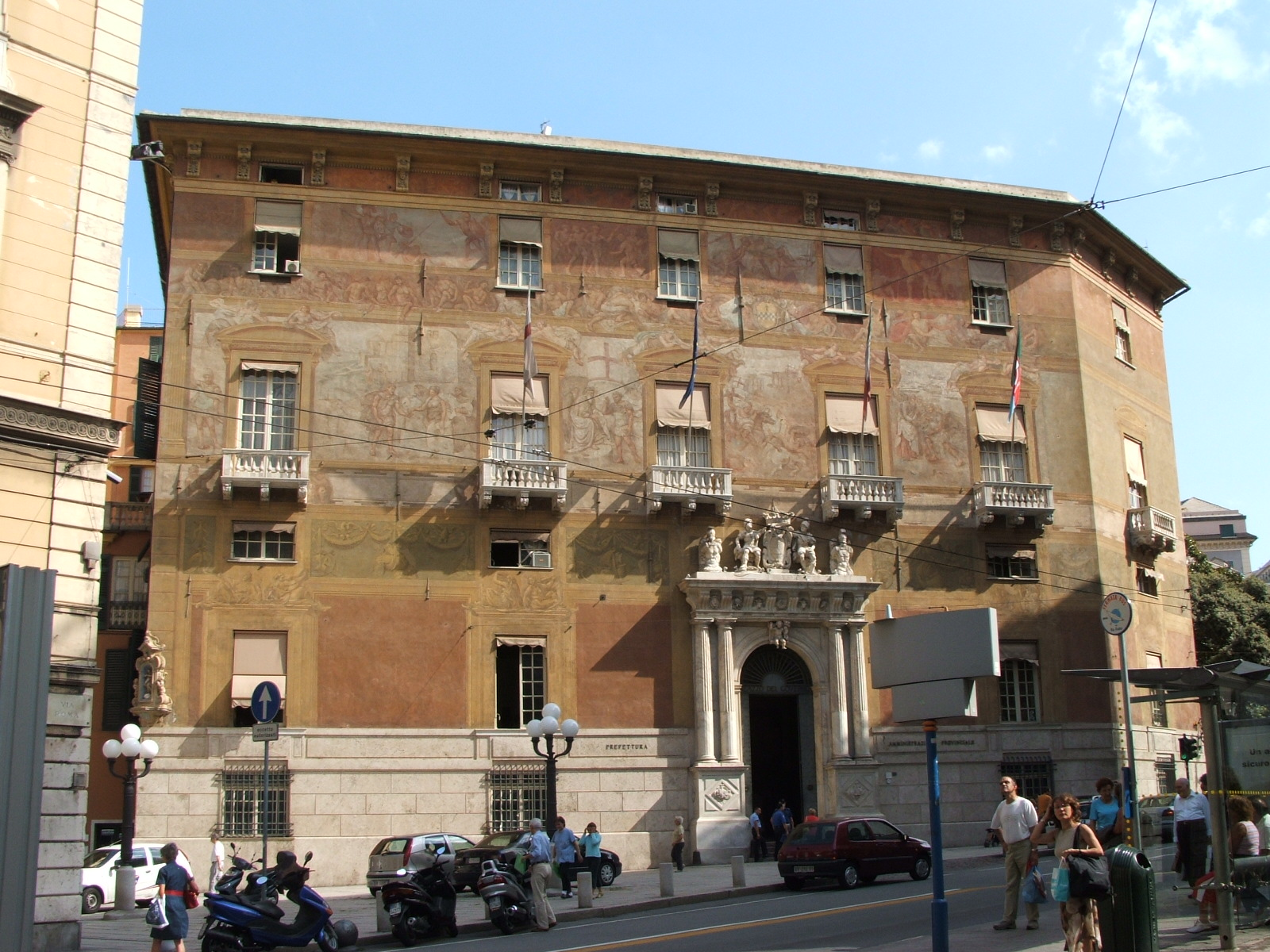
El Palazzo Antonio Doria, situado en la calle, cerca de Piazza Corvetto, que sufrió importantes modificaciones para permitir la construcción de la calle.
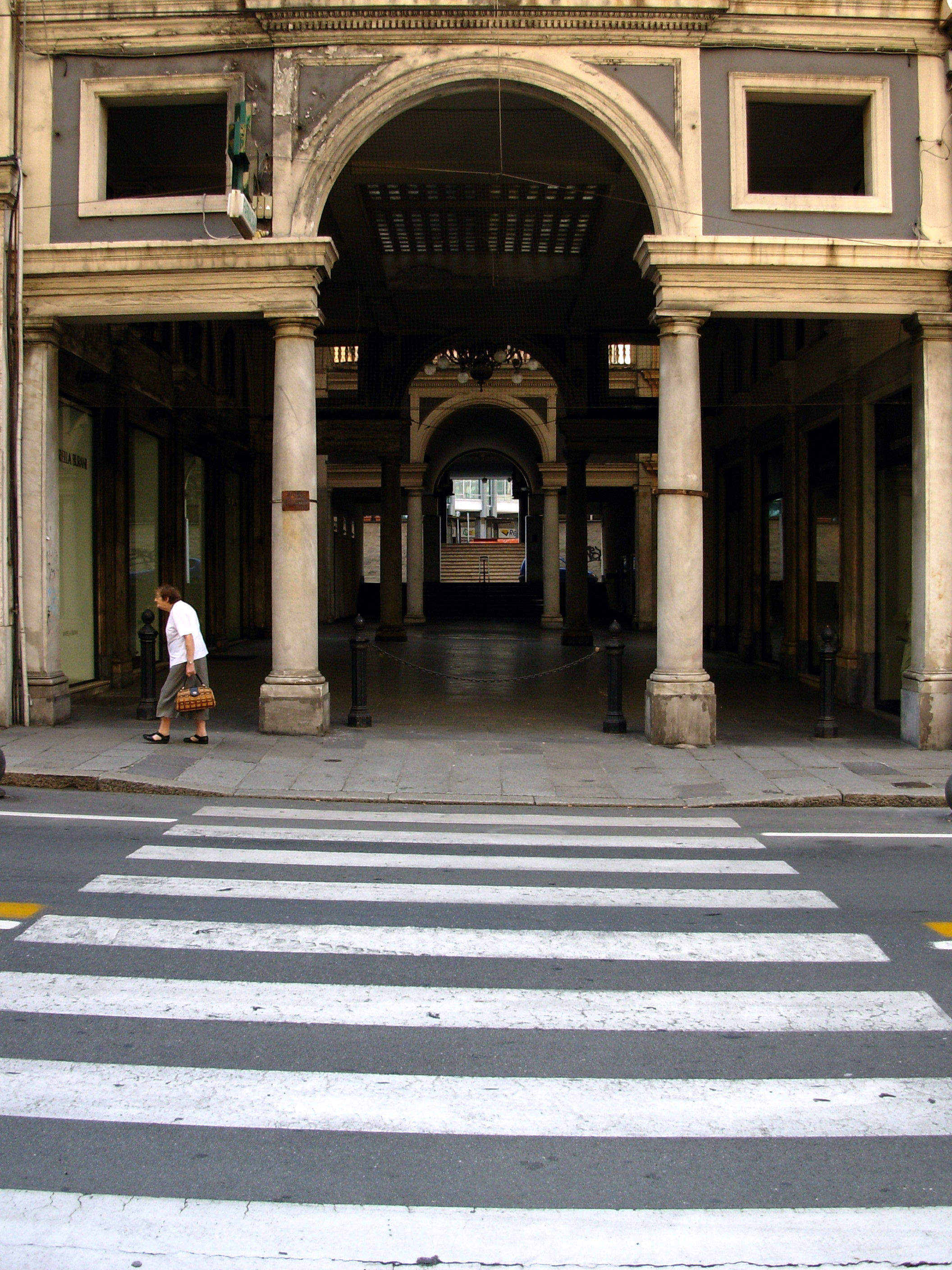
Entrada lateral de la Galleria Mazzini, situada en la Via Roma.